# Дух у оклопу (филм из 2017)
Дух у оклопу (енгл. Ghost in the Shell) амерички је научно фантастични акциони филм из 2017. године. Режирао га је Руперт Сандерс, а написали Џејми Мос, Вилијам Вилер и Ерен Кругер, на основу истоимене јапанске манге аутора Масамунеа Широа.
У њему глуме Скарлет Јохансон, Такеши Китано, Мајкл Кармен Пит, Пилоу Есбек, Чин Хан и Жилијет Бинош. Радња је смештена у блиској будућности, када је линија између људи и робота замућена. Прича прати Мајора (Јохансон), киборга-супервојника, која жуди да открије своју прошлост.
Дух у оклопу премијерно је приказан у Токију 16. марта 2017. године и објављен је у САД 31. марта 2017, у 2D, 3D, 3D ИМАКС и 4DX.
Добио је мешовите критике — похвале за визуелни стил одан оригиналу, узбудљиву и компликовану радњу смештену у будућности, сцене акције, специјалне ефекте и музику, али критику за причу и недостатак развоја његових ликова. Давање улоге Јохансон привукло је оптужбе за "whitewashing" (давање белим глумцима да глуме ликове других раса) од неких западних критичара. Филм је зарадио 163,9 милиона долара широм света са буџетом од 110 милиона долара.